# Nils Jörn
Nils Jörn (né le 31 octobre 1964 à Bergen en Rügen) est un historien et auteur allemand. Il travaille aux archives de la ville hanséatique de Wismar depuis 2004 et en est le directeur depuis 2012.

## Biographie
Après l'école à Karlshagen sur Usedom et à Wolgast, il effectue son service militaire avec la NVA de 1983 à 1986. En septembre 1986, il entreprend des études d'histoire et d'allemand à l'Université de Greifswald, où il se spécialise en histoire médiévale et moderne entre 1988 et 1990 sous la direction de Konrad Fritze (de). Il termine ses études en 1991 avec une licence d'enseignement de l'histoire. Il séjourne ensuite à l'Université de Greifswald pour suivre un cursus de recherche sur « Der hansische Stalhof in London in der Zeit von 1474 bis 1554 » sous la direction de Horst Wernicke (de). Un séjour de recherche le conduit à Londres en 1991-1992 à l'Institut historique allemand de Londres et à la London School of Economics. De 1994 jusqu'à son doctorat en 1996, il travaille comme assistant de recherche sur le projet commun "Der hansische Flandernhandel" aux universités de Greifswald et de Kiel. De 1996 à 1999, il travaille sur le projet commun "Die Integration des südlichen Ostseeraumes in das Alte Reich 1555–1806" des universités de Greifswald, Kiel et Augsbourg. Pendant les deux années suivantes, jusqu'en 2001, il travaille sur le projet financé par la Fondation Fritz-Thyssen (de) "Gerichtstätigkeit, personelle Strukturen und politisch relevante Rechtsprechung am Wismarer Tribunal 1653–1806" à la chaire d'histoire générale moderne de l'Université de Greifswald. Il rejoint ensuite l'Université Johann Wolfgang Goethe de Francfort-sur-le-Main en tant que post-doctorant pendant quinze mois. Entre 2002 et 2004, il travaille comme boursier DFG à l'Université de Greifswald dans la recherche et l'enseignement.
Depuis le 1er octobre 2004 Nils Jörn travaille aux archives de la ville hanséatique de Wismar. Au départ, il travaille comme assistant de recherche sur l'inventaire et l'évaluation des dossiers judiciaires du tribunal de Wismar, depuis 2012, il est responsable des archives. Nils Jörn est membre du conseil d'administration de la Commission historique de Poméranie et de la Société d'histoire, d'antiquité et d'art de Poméranie et depuis 2008 membre du conseil d'administration de la Société d'histoire hanséatique (de), également membre de la Commission historique du Mecklembourg (de), président fondateur de la Société David Mevius et membre du conseil d'administration de l'Association des amis et sponsors des archives de la ville hanséatique de Wismar.
En collaboration avec l'historien de Greifswald Dirk Alvermann, Jörn publie le Lexique biographique de la Poméranie (de).
En tant qu'auteur, éditeur et co-auteur, il est impliqué dans de nombreuses publications.